# Hautepierre
Pour les articles homonymes, voir Hautepierre (homonymie).
Hautepierre (Hohenstein en allemand) est un quartier de la ville de Strasbourg.
Administrativement, il est regroupé avec le quartier des Poteries pour former l'ensemble Hautepierre - Poteries. Le quartier fait partie du 3e Canton de Strasbourg.
Afin de contenir l’extension urbaine vers l’ouest de l’agglomération, le plan d’urbanisme directeur de Strasbourg des années 1960 prévoit la construction d’un « morceau de ville » de 253 hectares en limite de commune.

## Localisation

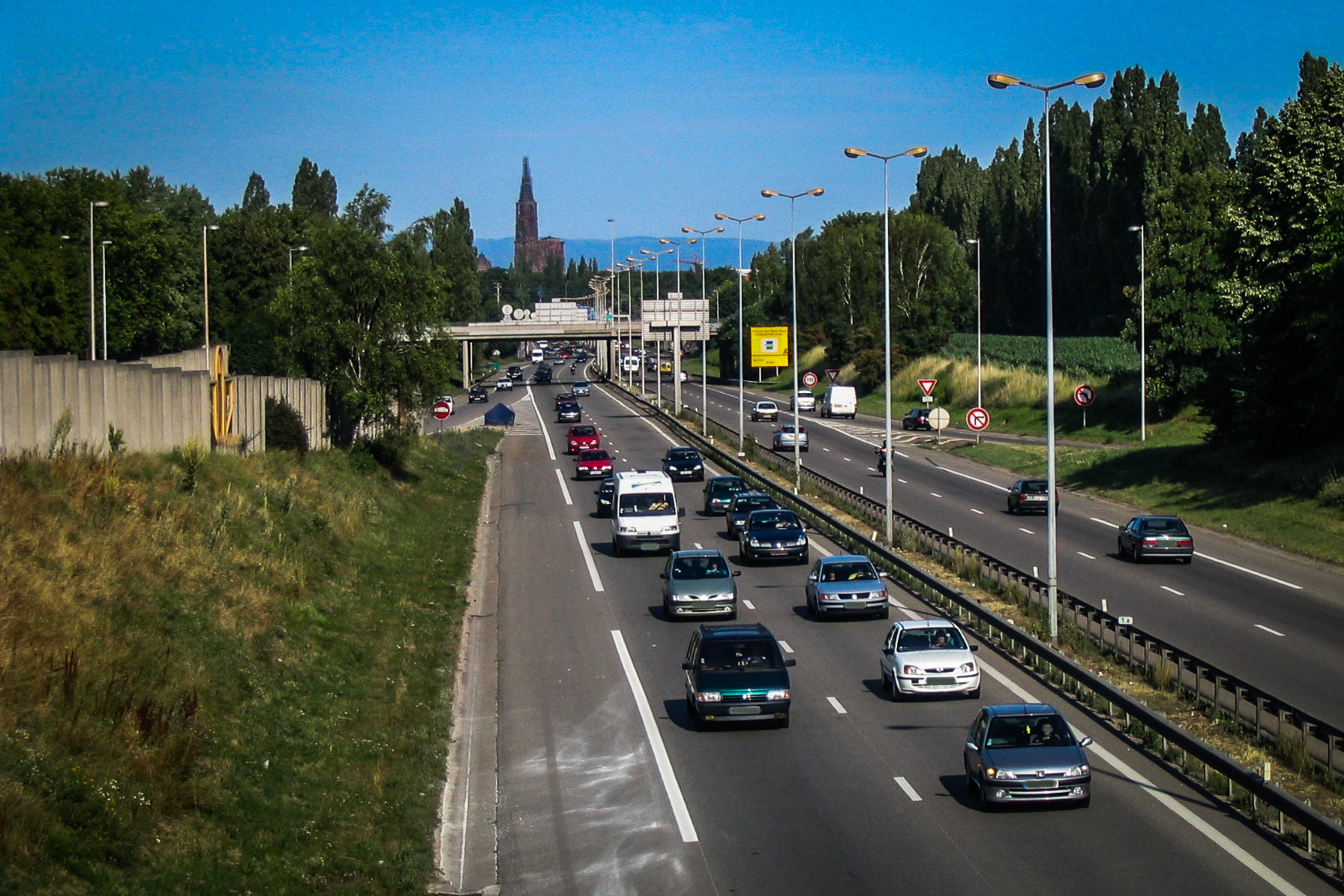
L'autoroute A351 à hauteur de Hautepierre.

Implanté à l’ouest de la ville de Strasbourg au lieu-dit Hohenstein, traduit en « Hautepierre », le quartier est délimité :  
- Au sud par l'autoroute A351 venant de Saverne qui marque la séparation avec le quartier des Poteries et le secteur des anciennes forges de Strasbourg (Strafor).
- Au nord et à l'est par route d’Oberhausbergen (axe reliant Strasbourg et le Kochersberg), qui marque la séparation avec Cronenbourg.
- à l'ouest, les communes d'Eckbolsheim et Oberhausbergen.

## Situation réglementaire
Le quartier de Hautepierre s’est développé dans le cadre d’une Zone à urbaniser en priorité (Z.U.P.), créée par arrêtés du 28 décembre 1964 et du 16 mars 1967, approuvé par le Conseil supérieur d’architecture et d’urbanisme le 22 mai 1967.
L’aménagement est concédé à la S.E.R.S. (Société d’aménagement et d’équipement de la région de Strasbourg, société d’économie mixte).
Le Conseil municipal donne au quartier le nom de Hautepierre, d’après le lieu-dit « Hohenstein », en juillet 1965.
La première crise pétrolière ayant sonné un coup d’arrêt des principales extensions, le projet fut limité à sa moitié nord. L’arrêté municipal du 14 septembre 1977 réduit la Z.U.P. à sa première tranche. Le Parc des Poteries fait l’objet d’une Zone d'aménagement concerté (Z.A.C.) par arrêté ministériel du 18 décembre 1984.
La gestion des espaces est assurée par une association syndicale libre, l'A.S.E.R.H. (Association syndicale de l'ensemble résidentiel de Hautepierre).

## Concept architectural, construction
Le projet se voulait novateur, en s’efforçant d’apporter des solutions aux défauts des grands ensembles. Il voulait répondre à ce qu’on croyait correspondre aux impératifs de la civilisation moderne, notamment en matière de circulation automobile. Les études de circulation et d’organisation du tissu urbain ont ainsi déterminé le choix d’une structure hexagonale en « nid d’abeilles » qui divise l’espace en sous-quartiers appelés « mailles ». À l’intérieur étaient maintenues des zones de calme, la circulation automobile s’effectuant en périphérie. Les mailles constituent autant d’unités qui rassemblent les équipements de voisinage : crèche, école, gymnase ; à l’intérieur de mailles sont ménagés des cheminements piétons et des espaces verts.
Le quartier a été conçu par les architectes P. Dick puis P. Vivien. Il devait y avoir 13 mailles hexagonales sur l’ensemble du quartier (sud et nord).
Les réalisations résidentielles les plus précoces ont concerné les mailles Éléonore et Catherine (1969-1971), puis Jacqueline (1969-1973) ; ont suivi les mailles Brigitte (1973-1975) et Karine (1973-1981).
La fin de construction des habitations se situe vers 1984, maille Brigitte et le long de la route d’Oberhausbergen.
Le quartier est alimenté en chauffage urbain (chauffage et eau chaude sanitaire) par une centrale thermique, installée en bordure d’autoroute et du secteur des Forges de Strasbourg ; cet équipement produit, en cogénération, de l’électricité revendue à Électricité de Strasbourg.

## Structure des «mailles» de Hautepierre (nord)

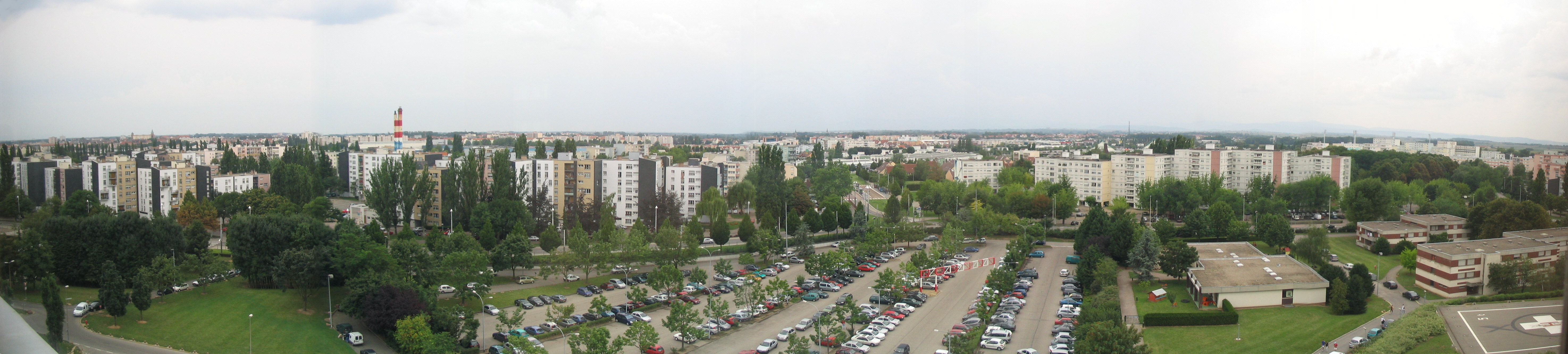
Le quartier de Hautepierre, vue partielle prise depuis l'hôpital de Hautepierre.

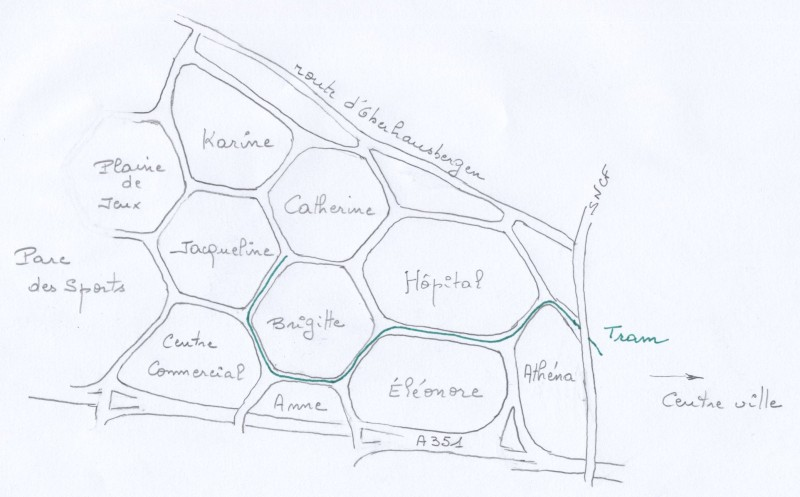
Schéma des différentes mailles qui forment le quartier.

Des prénoms féminins ont été attribués aux différentes mailles, mais ils ne sont plus utilisés que pour les mailles résidentielles.

### Les grands axes
Les mailles sont séparées par des avenues de circulation automobile, pour la desserte et le transit, en sens unique :
- Molière, Racine, Corneille de direction à tendance sud-est – nord-ouest
- des barreaux entre les avenues ci-dessus : Dante, Cervantès, Shakespeare, Tolstoï.

### Les mailles à vocation résidentielle
- Éléonore : pour moitié en logement social (CUS Habitat[3]) et pour moitié en copropriété, écoles, gymnase, antenne de la Caisse d'allocations familiales[4] ;
- Catherine : pour environ 2/3 en logements CUS Habitat et 1/3 en copropriété, écoles, centre commercial, centre socio-culturel Le Galet[5] et la nouvelle médiathèque Hautepierre (à la suite de la fusion des médiathèques Hautepierre adulte, qui se trouvait maille Irène, et Hautepierre jeune, située à la maison de l'enfance, maille Brigitte);
- Jacqueline : secteur locatif 1/3 SIBAR (Société immobilière du Bas-Rhin)[6], 2/3 Cus habitat, écoles, gymnase ;
- Brigitte : 1/2 de logements sociaux CUS Habitat, 1/4 en petites copropriétés, 1/4 en maisons individuelles, crèches, écoles, collège Érasme (environ 500 élèves), centre communautaire protestant Martin Bucer, Maison de l’Enfance, poste de police, "Petit Bois" ;
- Karine : 3/4 en habitat social CUS Habitat et Nouveau Logis de l'Est, 1/4 en maisons individuelles, écoles, gymnase, annexe du centre social et culturel "La Passerelle", collège François Truffaut[7] (de capacité environ 700 élèves) ;
- quelques copropriétés et maisons individuelles entre l’avenue Molière et la route d’Oberhausbergen.

### Les mailles d’activités

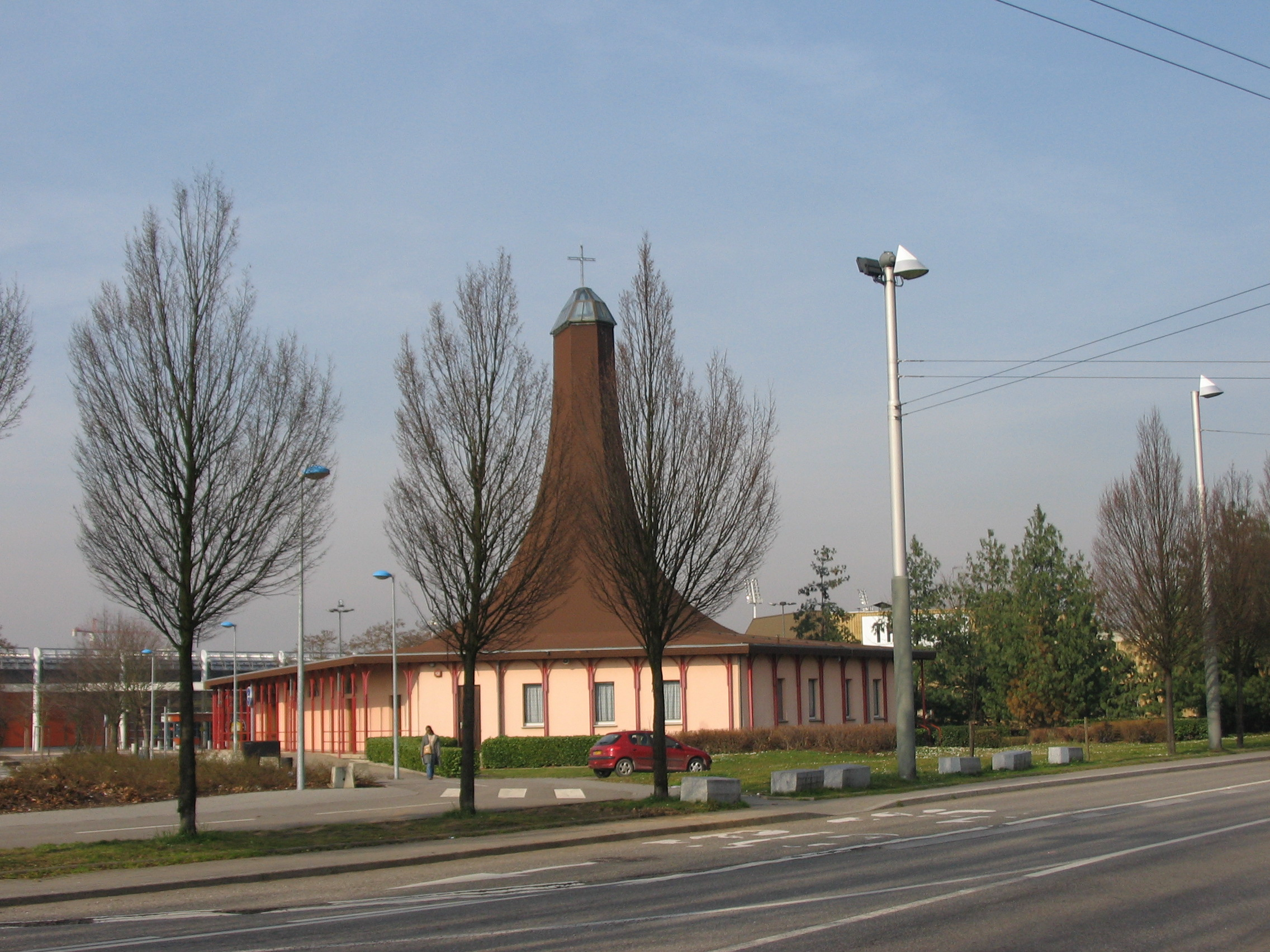
L'église Saint-Benoît.

- l’hôpital de Hautepierre, un des sites majeurs (avec celui de l’Hôpital Civil) des Hôpitaux Universitaires de Strasbourg[8], I.N.S.E.R.M. (Institut national de la santé et de la recherche médicale) (maille Denise)
- le centre commercial, avec l’hypermarché, l’église Saint-Benoît[9], la mairie de quartier (maille Irène), les locaux de l'ensemble de musique contemporaine Les Percussions de Strasbourg et le Théâtre de Hautepierre ;
- la ½ maille Anne (partie nord) : activités commerciales, dont un concessionnaire automobile ;
- le secteur Athéna, au sud-est du quartier, avec une activité essentiellement tertiaire, dont une mutuelle, Pôle emploi, les anciens entrepôts de la brasserie Kronenbourg.

### La plaine de jeux et le parc des sports
Ils occupent 47 hectares :
- Plaine de jeux : espaces verts de détente ;
- Parc des sports : stade d’athlétisme, piscine, vélodrome, gymnase, siège et terrains de la Ligue d’Alsace de Tennis[10], siège de la Ligue d’Alsace de Football Association (L.A.F.A.)[11], terrains multisports ;
- Terrain de Jeux et d’Aventure ;
- Jardins familiaux.

## Type d’habitat et population à Hautepierre
Ces chiffres sont indicatifs, à confirmer.
4 971 logements dont :
- 4 739 logements collectifs et 232 maisons individuelles
- 3 614 logements en location (2 894 sociaux) et 1 357 logements en copropriétés ou maisons individuelles

Environ 16 700 habitants en 2004 pour Hautepierre-Nord (soit à peu près autant que la commune de Sélestat).
Hautepierre-Sud compte 6 000 habitants.
Hautepierre est l'un des quartiers de France où la proportion de jeunes est la plus importante.
La population est issue d'environ 50 nationalités.

## L’évolution du quartier

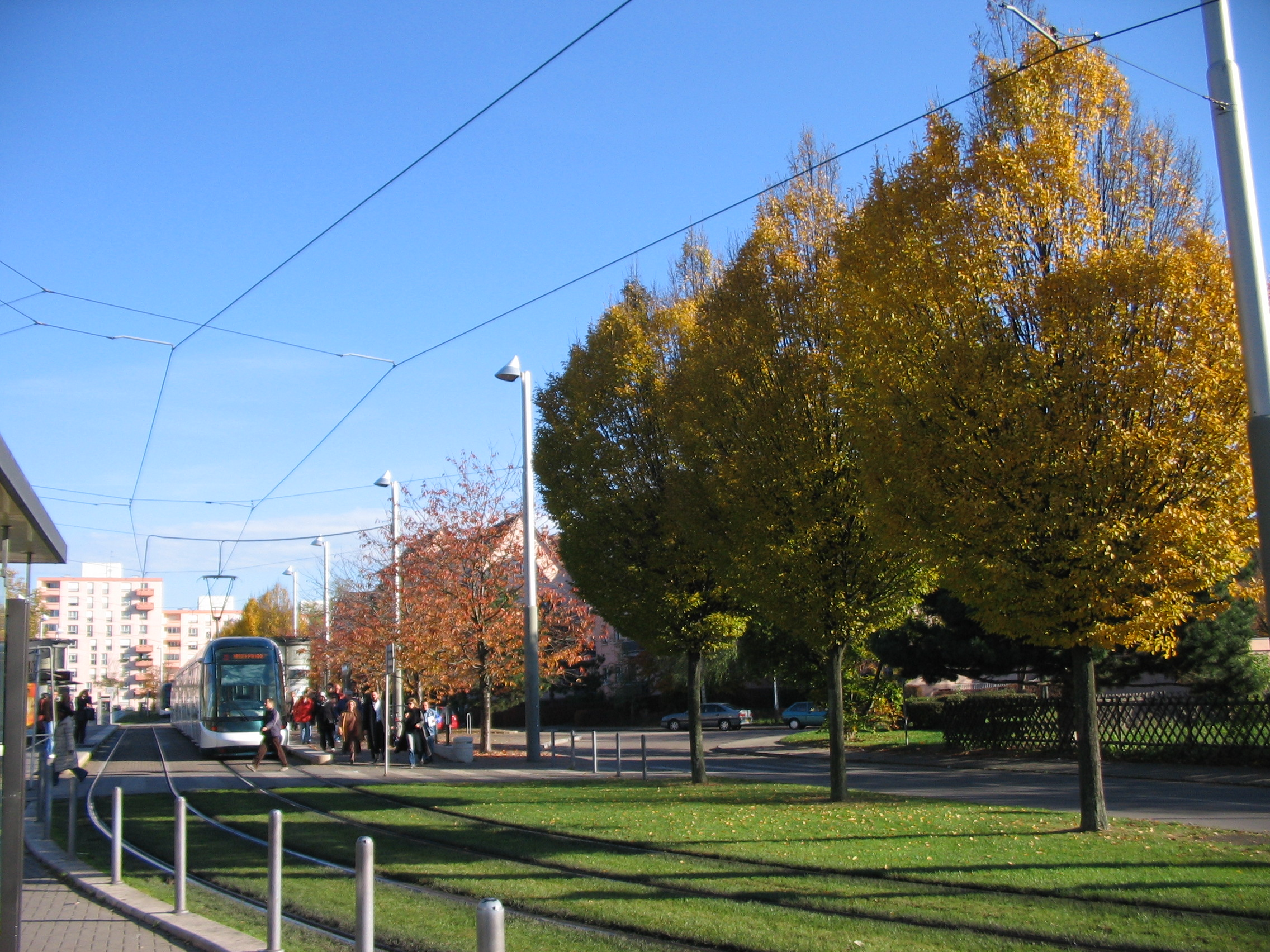
Le Tram à Cervantès (anciennement Hautepierre Maillon).

Le concept était ambitieux et innovant. Mais le temps a prouvé que les aspects positifs de cette structure en mailles (proximité des équipements scolaires, cadre de vie agréable et sécurisant pour les petits enfants) avaient des conséquences négatives pour les déplacements (en particulier pour les non résidents) .
Cette expérience urbanistique ne sera pas reproduite. Elle est considérée comme l’une des causes de l’échec social que représente le quartier, qui souffre par ailleurs d’un réel manque de mixité sociale. Cette situation est très souvent rapportée par les médias, tant locaux que nationaux, du fait de la présence des chaînes de télévision, sur place, à Strasbourg (liée à son rôle de capitale européenne).
La ligne A du tramway de Strasbourg, ouverte en automne 1994, dessert en partie le quartier, avec les stations Hôpital de Hautepierre, Dante et le terminus Hautepierre Maillon. Il permet l’accès au centre-ville de Strasbourg en environ ¼ heure. Les lignes de bus de "rocade" 50 et 70 sont en correspondance à Hautepierre Maillon ; la ligne transversale 4 a un terminus à cette même station.
En 2013, la ligne A est prolongée vers le nord jusqu'à la station Parc des Sports, à cette occasion l'ancien terminus Hautepierre Maillon est renommé Cervantès. La ligne D est également prolongée, vers le sud, jusqu'au quartier des Poteries et dessert désormais Hautepierre.
En 2002, la mort d'un jeune homme suspecté de vol et pourchassé par la police a déclenché une semaine d'émeutes très violentes.
Le quartier est, depuis le 1er janvier 2004, classé en zone franche urbaine et a été une zone urbaine sensible, avant de devenir un quartier prioritaire en 2015.

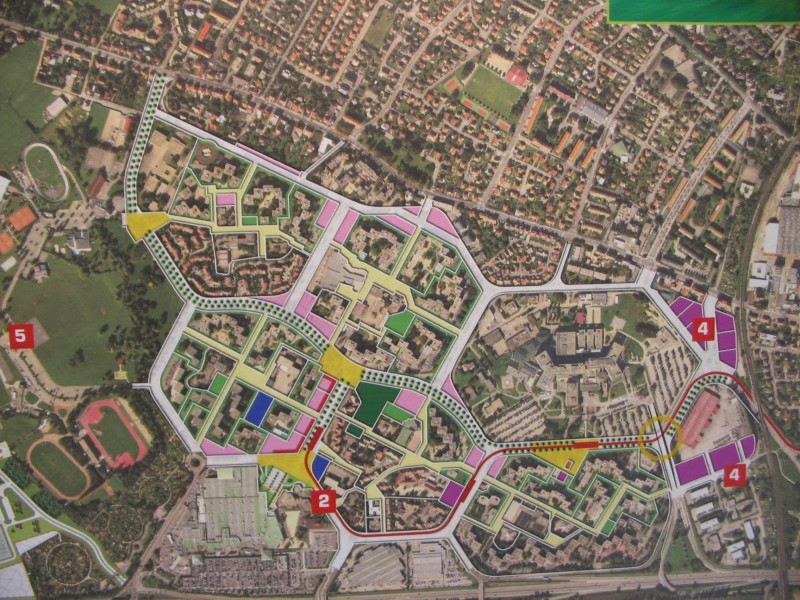
Le projet ANRU.

Dans le cadre de la politique nationale de la loi relative à la solidarité et au renouvellement urbains (S.R.U.), un projet a été déposé auprès de l’Agence nationale pour la rénovation urbaine (ANRU), fin 2006.
La mosquée Arrahma (Miséricorde), située avenue Racine, conçue par l'architecte Pierre Bohrer est inaugurée le 19 mai 2017 en présence du maire Roland Ries et de son adjoint aux cultes Olivier Bitz.

### Le zénith de Strasbourg

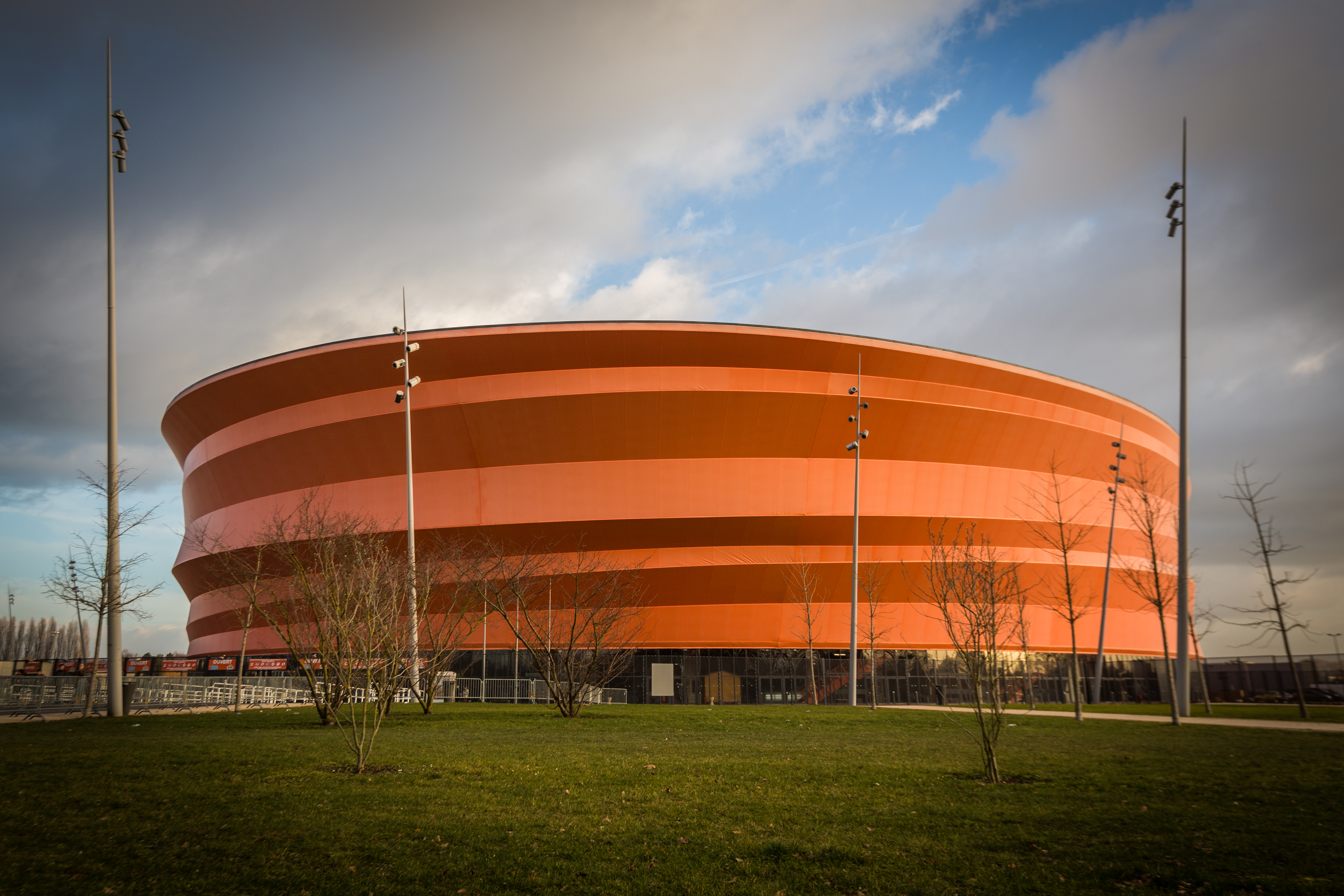
Le Zénith de Strasbourg.

Le zénith de Strasbourg est implanté sur le territoire de la commune d'Eckbolsheim, le long de l’A351, à proximité du Parc des Sports de Hautepierre.
L’ouverture a eu lieu au début de l’année 2008. Le zénith de Strasbourg est le plus grand d'Europe avec ses 10 000 places.
Le budget global pour la construction s’élève à 48,62 M€, (pris en charge à 68 % par la Communauté urbaine de Strasbourg) et par le Conseil départemental du Bas-Rhin, la région Alsace et l’État. 30 M€ seront par ailleurs alloués à l’aménagement des abords et des accès. Le montant total est de 78,62 M€.
À Strasbourg ce sera le 15e Zénith à ouvrir en janvier 2008, après celui de Limoges en mars 2007, St-Étienne, Amiens et Saint-Denis de la Réunion ont démarré des études de faisabilité.

## Le nom des voies
Les voies ont reçu le nom de célébrités de la littérature, tant françaises qu’internationales.
Ces noms de célébrités sont attribués à des arrêts s'étendant de Eckbolsheim jusqu'à Cronenbourg.
Comme par exemple :
Marcel Rudloff (Poterie, également le nom d'un lycée), Paul Eluard (Hautepierre), Ducs d'Alsace (entre Hautepierre et Cronenbourg) ou encore Saint-Florent (Cronenbourg).

## Personnes liées au quartier
- Mehdi Baala, athlète français. Champion d'Europe 2002 et 2006.
- Samir Baala, marathonien français. Champion de France en 2002 Le Havre et 2008 Sénart
- William Gradit, basketteur français évoluant actuellement à l'Elan Chalon.

## Manifestations de renom
- Les internationaux de Strasbourg, tournoi féminin de tennis, en mai
- « Meeting d'athlétisme de Strasbourg »(Archive.org • Wikiwix • Archive.is • Google • Que faire ?) (consulté le 29 mars 2013), en juin

## Sources
- Périodique Franchement dit d’octobre novembre 1991
- Projet ANRU : d'après l'exposition publique de septembre 2006